# Esperanza Gama
Esperanza Gama (Guadalajara Jalisco, 1961) es una pintora y  escultora conocida por su trabajo en el movimiento de arte figurativo y su exploración de temas sociales como la identidad, la espiritualidad, la feminidad contra la violencia doméstica, la migración, el realismo mágico y temas oníricos, ya que en inicios de su carrera perteneció al movimiento surrealista.

## Biografía
Esperanza Gama estudió artes plásticas en la Universidad de Guadalajara así como grabado y dibujo en la Escuela de Bellas Artes de  Chaville. Se especializó en pintura china en el Centro Gakukai Sumie de Tokio. Fue miembro del grupo Tenamaztli con el maestro Campos Cabello. Exploró medios y técnicas en donde destaca su manejo de la pintura en el papel amate. En su obra encontramos aves y mariposas y en sus autorretratos aparecen también estos seres fusionándose mágicamente.Vivió en París y radica en los Estados Unidos.

## Carrera artística
Ha expuesto en el Museo Nacional de Arte Mexicano de Chicago,  en el Museo Snite, South Bend Indiana, en el Chicago History Museum, en la Universidad de París 8 y en el Instituto Cervantes de  Bordeaux Francia así como en el Salón Guadalajara, Guadalajara Jalisco. 

## Obras Selectas
Destacan sus pinturas de niñas donde profundiza en la representación simbólica y emocional de los personajes.
Sor Juana Coronada, 2010
Sor Juana Inés de la Cruz, 2020

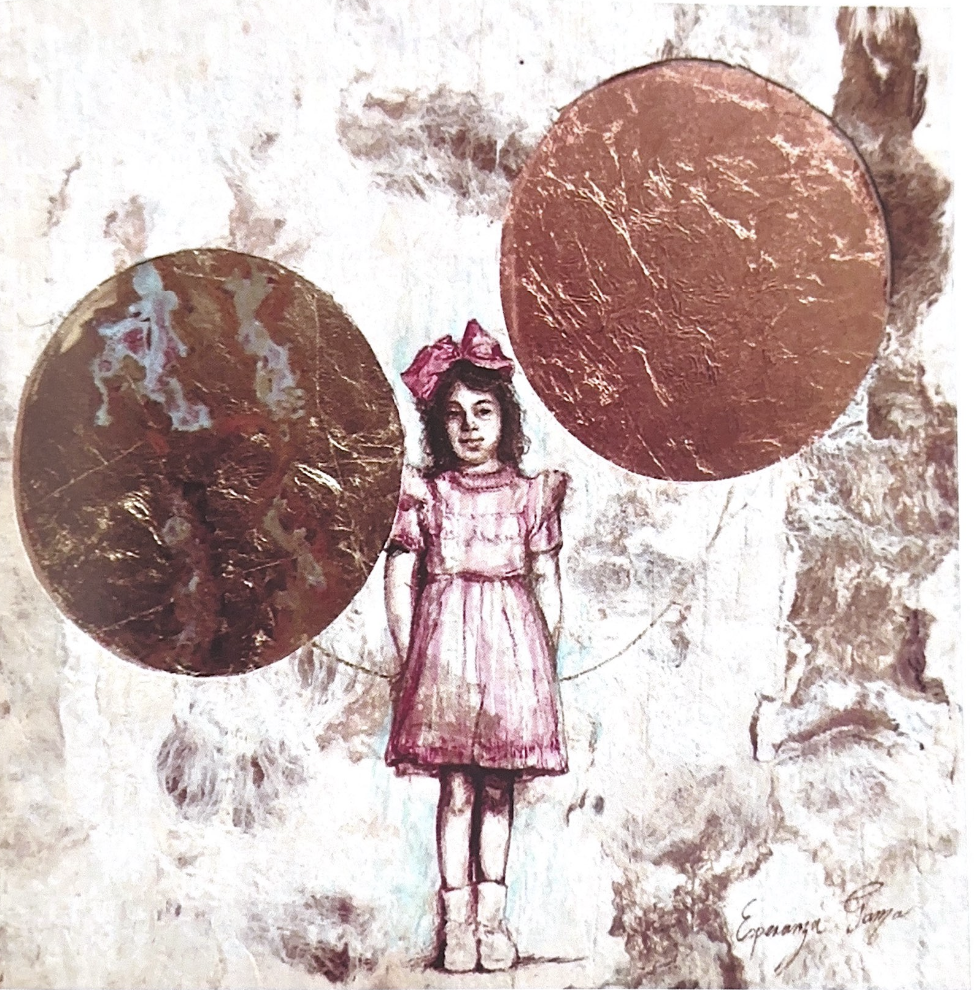
Esperanza Gama
Maga Lunar 1. Serie dedicada a las lunas de octubre de Guadalajara.

El universo de una muerte justa, 2020
Niña de las jacarandas 5, 2019-2020
Vestido 3, 2019
Las monarcas 1, 2008
Frida 1, 2022